# Horské slunce
Horské slunce je např. v 70. letech v Československu velmi populární domácí zařízení sloužící k opalování.
Ultrafialové záření je zde produkováno vysokotlakou rtuťovou výbojkou. V minulosti tato zařízení produkovala velké množství pro organismus škodlivého ultrafialového záření typu C, a proto se dnes již používání starých modelů důrazně nedoporučuje.